# 臺北天然足會
臺北天然足會是台灣日治時期的一個社會團體，創立於1900年(明治33年)3月15日，創立主要目的在推廣台灣境內的「解纏足」民間運動，以台北淡水館成立的揚文會成員為主要成員，主要推廣人為日治時期第一位領取漢醫執照的黃玉階，初創人數約為40名，身分以地方仕紳、商人等中、上階層人士組成。
普遍為台灣社會精英的天然足會成員認為「女子纏足」是阻礙台灣進步的因素之一，也主張應讓女子上學接受教育。該會於日後修正訂定的章程中規定，會員的女兒必須解纏足，會員的兒子則應該拒絕與纏足女子結婚。更發行月刊，刊載有關勸戒女性纏足的詩文，並贈送徽章獎勵放足與保持天然足的女性。